# Quijingue
Quijingue es un municipio brasilero del estado de Bahía. Municipio de la Región Sisaleira, posee un área de 1.271,07 km². Fue fundado en 1962. Su población es de 27.243 habitantes.
Quijingue está situado en la región Nordeste de la Bahía, a una distancia de 322 km de la capital Salvador. Hace límite con los municipios de Euclides de Cunha, Tucano, Cansanção, Araci, Monte Santo y Banzaê. El acceso al municipio se da a través de la BA 381 que es unida a BR 116.

## Historia
Municipio creado con el territorio del distrito de Quijingue, separado de Tucano, por fuerza de Ley Estatal de 15/03/1962. La sede, fue creada con el distrito de Triunfo, en 1971 y alterado a Quijingue en 1943, fue elevada la categoría de ciudad junto con la creación del municipio.
Quijingue es una palabra de origen indígena, que significa Bosque cerrado.

## Meteorito
El meteorito Quijingue, fue encontrado en el municipio de Quijingue en los años 80, actualmente, pertenece al archivo del Museo Geológico de Bahía, de la Secretaria de la Industria, Comercio y Minería del Estado de Bahía - SICM. Existen hoy cerca de 82 meteoritos Pallasiticos registrados en el mundo, de esos apenas 1 de ellos es conocido en el Brasil (Pallasito Quijingue).

## Informaciones demográficas y electorales
Población total (hab.): 27.243

Población urbana (hab.): 6.384

Población rural (hab.): 20.859

Número de electores: 19.661

## Festividades
- 6 de enero: Conmemoración de la tradicional fiesta de Reyes.
- 15 de marzo: Conmemoración de la emancipación política con desfile y fiesta.
- 21 de junio: Festejos juninos del patrono de la ciudad São João con bandas, brincadeiras y muy forró en el arriál del triunfo.

## Educación
Posee las siguientes escuelas y facultades:
- FTC Facultad de Tecnología y Ciencias
- Colegio Estatal Dep. Luís Eduardo Magalhães
- Escuela Municipal Manoel Fidélis da Silva
- Escuela Municipal Navarro de Brito
- Escuela Municipal Waldir Magalhães de Andrade
- Escuela Municipal Antonio Carlos Magalhães
- Centro Educacional Sagrado Corazón (CESC)

## Localidades y poblados
Quijingue es un municipio con 1 distrito y diversas localidades y poblados. Abajo, algunos de ellos:
- Algodões (Distrito)
- Boa Vista
- Gramíneas Grueso
- Capoeira
- Claricé
- Jurema
- Laguna de la Barra
- Laguna de la Caraíba
- Laguna de la Ema
- Laguna del Fechado
- Laguna del Garrote
- Laguna del Junco
- Laguna del Olímpio
- Lagoinha de las Piedras
- Lagoinha de los Cágados
- Lavarinto
- Maceté
- Malhadinha
- Poço da Pedra
- Pozo Dantas
- Pozo Nuevo
- Quemadas
- Rio Grande
- Salgadinho
- Sobara
- Tanque del Curso

## Geografía
El municipio de Quijingue está localizado en la Región Sisaleira en el Nordeste Bahiano. Hace límite con 6 municipios: Euclides de Cunha, Cansanção, Tucano, Araci, Monte Santo, y Banzaê.
Posee un área de 1.271,07 km².
La vegetación es Xerófila (de región seca) con arbustos espinosos (mandacaru, xique-xique, palma y otros cactáceos) y de gramíneas ralas que acumulan agua y tienen raíces profundas, y árboles de gran, medio y pequeño porte. La vegetación predominante es la caatinga.
El clima es semiárido, siendo que su estación lluviosa va de marzo a septiembre.

### Hidrografía
En el límite de los municipios de Quijingue y Cansanção, pasa el Rio Cariacá, que nace en el municipio de Monte Santo y desagua en el Río Itapicuru.
El Rio dos Macacos es otro río del municipio, el río es menor en relación con los otros citados.
Otros ríos forman parte de la Hidrografía de Quijingue:
- Rio Grande
- Río Rojo
- Río Quijingue